# 6 Brygada Kawalerii Pancernej

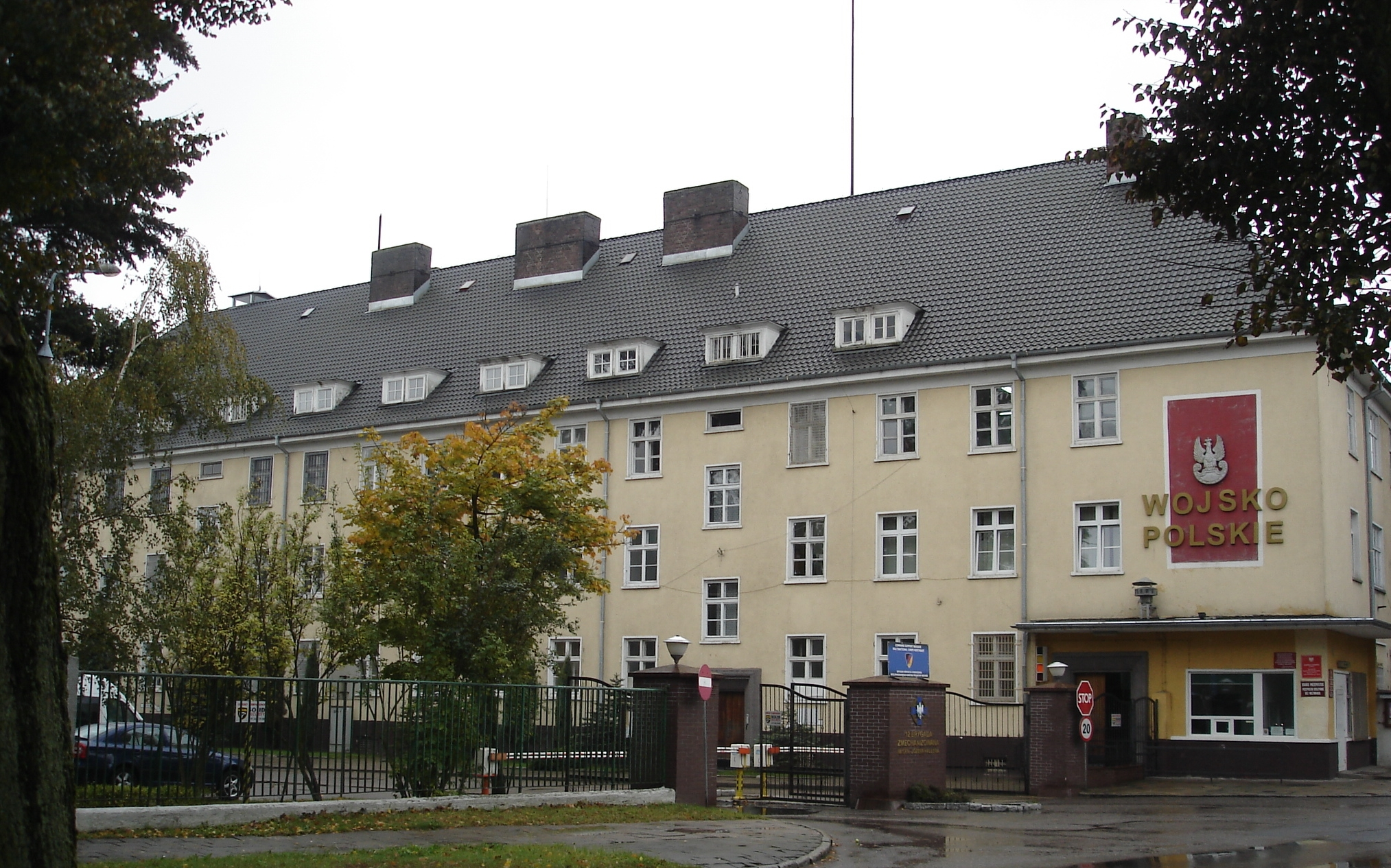
Stargard - w tych koszarach stacjonowała brygada

6 Brygada Kawalerii Pancernej im. gen. bryg. Konstantego Plisowskiego (6 BKPanc) – jednostka pancerna Wojska Polskiego.

## Formowanie i zmiany organizacyjne
6 Brygada Pancerna powstała w 1995 r. decyzją Szefa Sztabu Generalnego Wojska Polskiego Nr 086/org. z dn. 19.12.1994 r. w wyniku przeformowania 9 Pułku Zmechanizowanego na 6 Brygadę Kawalerii Pancernej. Brygada wchodziła w skład 12 Szczecińskiej Dywizji Zmechanizowanej. Stacjonowała w Stargardzie w województwie zachodniopomorskim.
Brygada brała udział w ćwiczeniach w kraju i za granicą, między innymi „Bałtycka współpraca” w 1996, „Opal 97”, „Klar Igen” w Danii w 1999 roku, „Crystal Eagle” rok 2000, „Strong Resolve” w roku 2002. Podczas swojej działalności brygada nawiązała współpracę z niemiecką 41 Brygadą Grenadierów Pancernych z Eggesin. Żołnierze brygady brali udział także w misjach za granicą, w ramach PKW Irak w roku 2003 i 2004, była bardzo aktywną jednostką Wojska Polskiego.
Jednostka została zlikwidowana 30 czerwca 2007, a jej obiekty zostały przejęte przez 12 Brygadę Zmechanizowaną i Brygadę Wsparcia Dowodzenia Dowództwa Wielonarodowego Korpusu Północny Wschód.

## Tradycje
6 BKPanc kontynuowała tradycje jednostek wojskowych okresu II Rzeczypospolitej i okresu powojennego. Były to:
- VI Brygada Jazdy, 1920-1921
- 6 Brygada Jazdy DOK Lwów, 1921-1924
- 6 Samodzielna Brygada Kawalerii, 1924-1937
- Podolska Brygada Kawalerii, 1937-1939
- 9 Zaodrzański Pułk Piechoty, 1943-1947
- 9 Pułk Zmechanizowany, 1956-1995

1 lutego 1996 roku Prezydent RP Aleksander Kwaśniewski nadał brygadzie sztandar
Decyzją nr 38/MON z 20 marca 1996 roku Minister Obrony Narodowej wyznaczył święto 6 Brygady Kawalerii Pancernej na 31 sierpnia.

## Struktura organizacyjna (2000)
- batalion dowodzenia
- 1 batalion czołgów
- 2 batalion czołgów
- 3 batalion czołgów
- batalion zmechanizowany
- dywizjon artylerii samobieżnej
- dywizjon przeciwlotniczy
- kompania rozpoznawcza
- kompania remontowa
- kompania zaopatrzenia
- kompania medyczna
- kompania saperów

## Uzbrojenie i wyposażenie
- czołg podstawowy T-72M
- bojowy wóz piechoty BWP-1
- opancerzony samochód rozpoznawczy BRDM-2
- samobieżne działo przeciwlotnicze ZSU-23-4 "Szyłka"
- wóz zabezpieczenia technicznego WZT-3
- wóz pomocy technicznej WPT

## Żołnierze brygady
Dowódcy brygady:
- płk dypl. Piotr Pcionek (1995-1999)
- płk dypl. Paweł Lamla (1999-2001)
- płk dypl. Piotr Bucior (2001)
- mjr Janusz Adamczak (2001-2002)
- ppłk Marian Kołaciński (2002-2003)

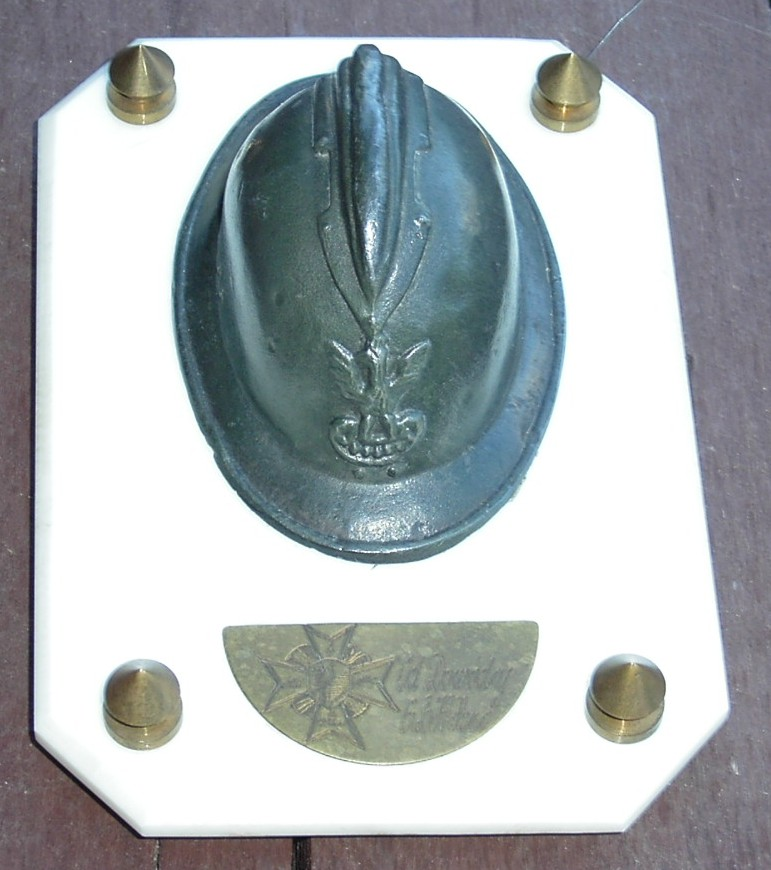
"Od dowódcy 6 BKPanc"

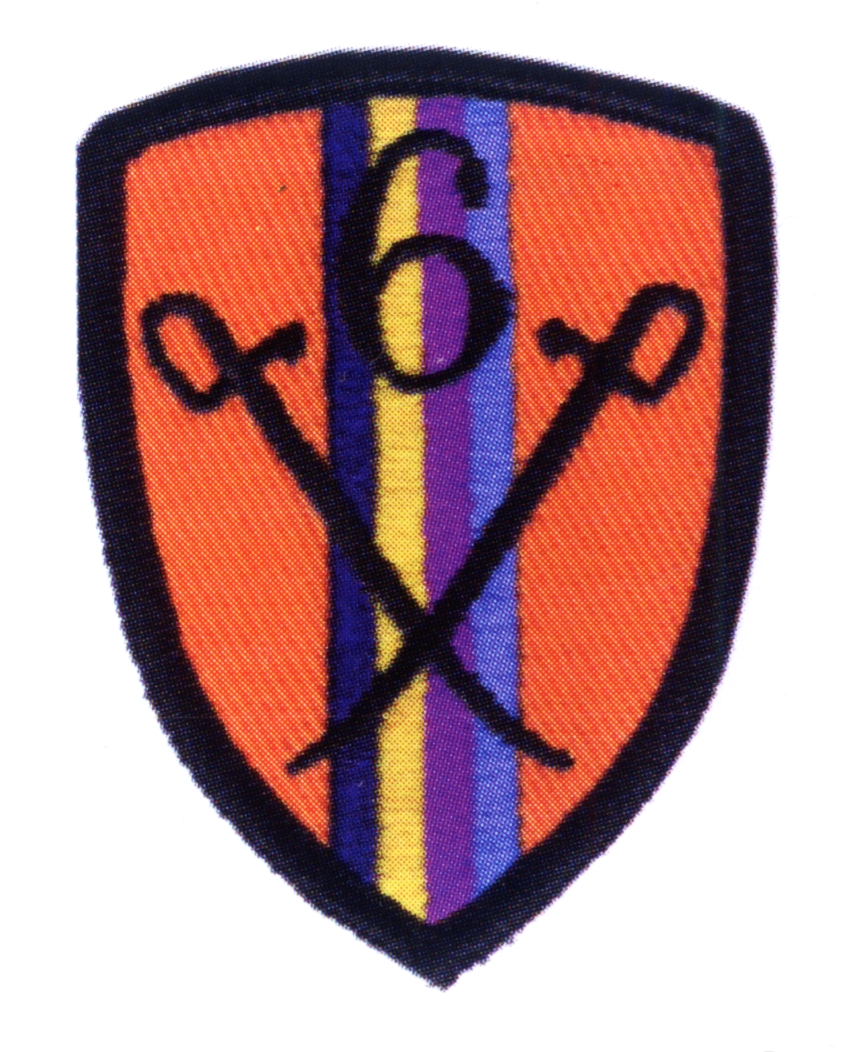
Oznaka rozpoznawcza

- płk Piotr Bucior (2003-2004)
- płk Krzysztof Łoniewski (2004)
- płk Marek Tomaszycki (2004-2005)
- ppłk Dariusz Górniak (2005)
- płk Ryszard Buchowski (2005-2007)

Oficerowie:
- Andrzej Duks
- Krzysztof Mitręga
- Mieczysław Gocuł

## Obiekty szkoleniowe
- ośrodek szkolenia rozpoznawczego
- plac szkolenia spadochronowego
- plac szkolenia ogniowego
- hala sportowa
- plac apelowy (musztry)

## Przekształcenia
1. 43 Pułk Piechoty[a] → 9 Zaodrzański Pułk Piechoty → 9 Zaodrzański Pułk Zmotoryzowany → 9 Pułk Zmechanizowany → 6 Brygada Pancerna → 6 Brygada Kawalerii Pancernej → 2/12 BZ (14 batalion Ułanów Jazłowieckich)
2. 9 Zaodrzański Pułk Piechoty ↘ rozformowany w 1957